# Nyctale des Bermudes
Aegolius gradyi
Espèce
Statut de conservation UICN

 EX  : Éteint
Aegolius gradyi est une espèce fossile de rapaces nocturnes de la famille des Strigidae.

## Historique
L'espèce Aegolius gradyi est décrite en 2012 par le paléontologue Storrs L. Olson,

### Fossiles
Selon Paleobiology Database en 2025, cette espèce Aegolius gradyi a une seule collection référencée de fossiles. Cette collection est du Pléistocène supérieur du Quaternaire, c'est-à-dire date de 0,129 à 0,011 7 Ma avant notre ère.

### Distribution
Cette espèce a été découverte aux Bermudes. Elle date du Pléistocène à l'Holocène. Elle semble avoir vécu jusqu'aux temps historiques.

### Étymologie
Le nom de cet oiseau rend hommage au scientifique américain Frederick V. Grady.

### Publication originale
- [2012] (en) Storrs L. Olson, « A new species of small owl of the genus Aegolius (Aves: Strigidae) from Quaternary deposits on Bermuda », Proceedings of the Biological Society of Washington, vol. 125, no (2),‎ 2012, p. 97-105 (DOI 10.2988/11-36.1).

### Réféeences taxonomiques
- (en) UICN : espèce Aegolius gradyi Olson, 2012 (consulté le 1er juillet 2015)
- (en) Congrès ornithologique international : Aegolius gradyi dans l'ordre Strigiformes (consulté le 1er juillet 2015)
- (fr + en)  Avibase : Aegolius gradyi (+ répartition) (consulté le 1er juillet 2015)